# SoftBank 201F
ARROWS A 201F（アローズ エース ニーマルイチエフ）は、富士通モバイルコミュニケーションズによって開発された、ソフトバンクモバイルの第3.9世代移動通信システム（SoftBank 4G）端末である。SoftBank スマートフォンシリーズのひとつ。OSはAndroid 4.1を搭載している。

## 概要
101Fの後継機種で、新たにクアッドコアCPUを搭載したモデルである。
101FではqHDだったディスプレイはHDにサイズアップしているほか、NFCとおサイフケータイの両方に対応している。
ちなみに、ARROWSシリーズにおいて初となるAndroid 4.1初期搭載モデルである。また、東芝時代も含めると831T以来久々となるくーまんの部屋搭載機種である。
キャッチコピーは、「4G対応 激速クアッドコアCPU × 自然美麗高画質」。

## その他機能
| 主な対応サービス       | 主な対応サービス | 主な対応サービス                       | 主な対応サービス      |
| ---------------------- | ---------------- | -------------------------------------- | --------------------- |
| タッチパネル           | HD液晶 4.7インチ | フルブラウザ                           | SoftBank 4G           |
| バッテリー容量 2420mAh | テザリング       | WiFi                                   | GPS                   |
| 1310万画素カメラ       | ワンセグ         | デジタルオーディオプレーヤー(AAC)(WMA) | おサイフケータイ／NFC |
| Bluetooth              | 赤外線通信       | 緊急速報メール                         | 防水／防塵            |

## 歴史
- 2012年10月9日 - ソフトバンクモバイルより発表。
- 2013年2月16日 - 発売開始[4]。

## アップデート
2013年3月21日のアップデート
イヤホンが誤検出されて音が聞こえなくなる場合がある不具合を修正する。
なお、2017年3月31日に配信が停止され、ユーザーによる端末単体でのアップデートが実行できなくなる。もし4月1日以降にアップデートを希望する場合はSoftBankの店頭に端末を預け、メーカーの修理拠点でアップデートを適用してもらう形になる為持ち込み修理扱いになるが無償で対応する（損傷などがある場合別途有償になる可能性あり）。